# فرزاد بنیادی
فرزاد بنیادی پوکرباز حرفه‌ای ایرانی–آمریکایی است که در آلیسو ویجو، کالیفرنیای آمریکا زندگی می‌کند. فرزاد تا کنون سه دستبند قهرمانی (نشان قهرمانی مسابقات پوکر) مسابقات جهانی پوکر را کسب کرده‌است.
بنیادی در سال ۱۹۸۳ از ایران به آمریکا مهاجرت کرد و به عنوان میزبان میهمانان ویژه در کازینو «LA Commerc» و مدیر شیفت‌ها در کازینو «Hollywood Park» مشغول به کار شد.
بنیادی اولین بار و زمانی که بزرگترین جایزه مسابقات جهانی پوکر سال ۱۹۹۸ را با پیروزی در برابر می‌می ترن و جان سرنوتو از آن خود کرد، مورد توجه پوکر بازان قرار گرفت.
مجموع بردهای او در تورنمنت‌های زنده پوکر تا سال ۲۰۱۱ بیش از ۳۷۰۰۰۰۰ دلار بوده‌است. بنیادی بازیکن حرفه‌ای پوکر انحصاری در «Full Tilt Poker» است.